# Parti de l'Iran
Le Parti de l'Iran (en persan : حزب ایران, Ḥezb-e Irān) est un parti politique iranien, fondé en 1941, nationaliste et socialiste. Ce petit parti est désigné comme la « colonne vertébrale du Front national », le principal parti nationaliste iranien créé en 1949.